# Edward Davis

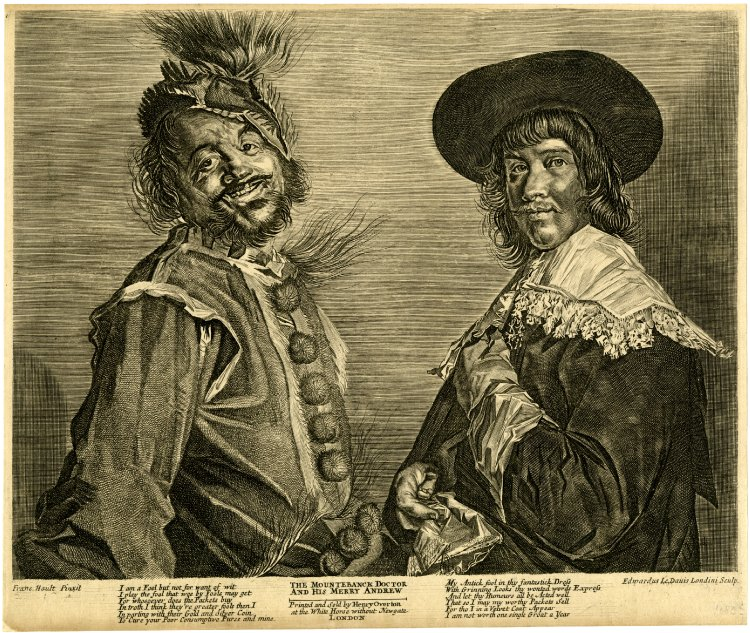
Il dottor Mountebank con l'allegro Andrew (1685 circa)

Edward Davis, o Le Davis (1640 circa – 1684  o 1691 o 1692 circa), è stato un incisore e mercante d'arte gallese.

## Biografia
Si conosce poco della vita di quest'artista: non sono certi nemmeno i luoghi di nascita (probabilmente in Galles) e morte.
Noto anche come "Le Davis", fu attivo approssimativamente tra il 1661 e il 1691 o il 1684 o il 1692. Apprese l'arte dell'incisione da David Loggan, ma, non essendo soddisfatto del modo in cui era trattato, sciolse il contratto. Inizialmente, lavorò a Parigi, dove realizzò, tra le altre, le incisioni Ecce Homo da Annibale Carracci e Santa Cecilia da Antoon van Dyck. Ritornato in patria, si stabilì a Londra, intraprendendo l'attività di mercante d'arte.
Eseguì principalmente opere d'ispirazione religiosa e ritratti, tra cui una serie di incisioni della famiglia reale britannica (Caterina di Braganza da Jan Baptist Jaspers (1682 c.), Carlo II d'Inghilterra da Robert White, Il Duca di York da David Loggan e La Duchessa di York da Peter Vandebranc).